# Бабий Яр (фильм, 2003)
«Бабий Яр» (нем. Babij Jar — Das vergessene Verbrechen) — германско-белорусский художественный фильм режиссёра Джефа Кэнью, снятый в 2003 году о расстреле Бабьем Яру 29 и 30 сентября 1941 года про убийство 33 771 евреев.

## Сюжет
Осень 1941 года. Советская Армия оставляет Киев. Воцаряется хаос. Все разговоры о скором взятии Киева немцами. В 1941 году на окраине города Киева жили две семьи — Лернер и Онуфриенко. Жили бок о бок более 20 лет, их дети росли вместе.
Распространяется молва о зверствах нацистов, о жестоких убийствах евреев на оккупированных территориях. Старший представитель семьи Лернер не верит в зверства. Он работал в Берлине фотографом и считает немцев культурным народом.
Семья Онуфриенко давно завидуют образованной еврейской семье Лернер. Елена Онуфриенко приветствует входящие к Киев немецкие войска.
Немецкий полковник Пауль Блобель планирует убить всех евреев Киева. Часть семьи Лернер с помощью Степана Онуфриенко пытается бежать в лес.

## В ролях
- Майкл Деген — Геннадий Лернер
- Барбара Де Росси — Наталья Лернер
- Катрин Засс — Лена Онуфриенко
- Аксель Милберг — полковник Пауль Блобель
- Евклид Кюрдзидис — Александр Лернер
- Глеб Поршнев — Степан Онуфриенко
- Анатолий Гурьев — Глеб
- Ольга Ероховец — Франка
- Александр Марченко — Яков
- Клаус Ратш — военный врач
- Марк Айзикович — кантор